# Jéjé
Jéjé ist ein Ort auf der Insel Anjouan im Inselstaat Komoren im Indischen Ozean.

## Geographie
Jéjé liegt zentral an der Ostküste und erhält seinen Namen von dem gleichnamigen Fluss Mro Jéjé.